# Péter Gizi
Péter Gizi (Pécs, 1929. március 15. – Pécs, 2008. február 7.) magyar színésznő, a Pécsi Nemzeti Színház örökös tagja.

## Életpályája
Brada Rezső magán-balettiskolájában tanult, majd 1945-ben szerződtette a Magyar Színház. 1947-ben elvégezte az Országos Színészegyesület Színészképző Iskoláját. Egy-egy évet töltött Szolnokon és Győrben, kettőt pedig Debrecenben. 1951-től 1959-ig, majd 1962-től a Pécsi Nemzeti Színház színésznője volt, közben három évig a szolnoki Szigligeti Színházban szerepelt. Kitűnő tánctudással, kellemes hanggal és jó humorérzékkel alakított vígjátéki és szubrettszerepeket. Szinte valamennyi klasszikus operett szubrettfőszerepét eljátszotta.
1990-ben a Pécsi Nemzeti Színház örökös tagja lett. Utolsó emlékezetes alakítása a pécsi színpadon a Gül Baba című Huszka-operett Zulejkája volt 1999-ben.

## Színpadi szerepei
A Színházi adattárban regisztrált bemutatóinak száma: 149, ugyanitt három színházi felvételen is látható.
| - Szirmai Albert–Gábor Andor: Mágnás Miska....Marcsa - Carlo Goldoni: Mirandolina....Mirandolina - Kálmán Imre: Csárdáskirálynő....Stázi, majd Cecília - Molière: Tartuffe....Dorine - Molnár Ferenc: A doktor úr....Sárkányné - Szigligeti Ede: Liliomfi....Mariska - Móricz Zsigmond: Úri muri....Rozika - John Kander–Fred Ebb: Chicago....Mama Morton - Hunyady Sándor: A három sárkány....Júlia - Huszka Jenő: Gül Baba....Zulejka - Kálmán Imre: A montmartre-i ibolya....Jeanette - Marcel Aymé: Gróf Clérambard....Galuchonné - William Somerset Maugham: Imádok férjhez menni....Mrs. Pogson - Romhányi József: Csipkerózsika....Dajka - Georges Feydeau: Bolha a fülbe....Eugénie - Lehár Ferenc: A víg özvegy....Ludmilla grófnő - Tennessee Williams: A tetovált rózsa....Violetta, szicíliai asszony - Huszka Jenő: Mária főhadnagy....Simonichné - Forgách András: Vitellius....Első öregasszony - Kornis Mihály: Halleluja....Lici - Kálmán Imre: Marica grófnő....Cecília - Tabi László: Fel a kezekkel! (Csikágói lány)....Mabel - Ábrahám Pál: Viktória....Riquette, szobalány - Zerkovitz Béla: Csókos asszony....Rica Maca - Fejes Endre: Rozsdatemető....Küvecses Anna - Jacobi Viktor: Sybill....Tanárnő - Kárpáti Péter: Akárki....Vénasszony - Fényes Szabolcs–Békeffi István: Rigó Jancsi....Mámi - Kálmán Imre: Cirkuszhercegnő....Slukkné - John Gay: Koldusopera....Tsábossyné - Lázár Ervin: A hétfejű tündér....Második rendőr - Brandon Thomas: Charley nénje....Donna Lucia d`Alvadorez, Charley nénje - Szakcsi Lakatos Béla–Csemer Géza: Cigánykerék....Agócsiné - Jevgenyij Lvovics Svarc: Hókirálynő....Szakácsnő - Szomory Dezső: Hagyd a nagypapát!....Raády Melinda - Kálmán Imre: Az ördöglovas....Grace - Scarnicci–Tarabusi: Kaviár és lencse....Helena Vietoris - Franz von Schönthan–Paul von Schönthan–Kellér Dezső–Horváth Jenő–Szenes Iván: A szabin nők elrablása....Rózsa, szolgáló - Tor Age Bringsvaerd: A hatalmas színrabló....Mogorva kisasszony - Kornyijcsuk: Ukrajna mezőin....Katyarina | - Illyés Gyula: Homokzsák....Piri - George Bernard Shaw: Tanner John házassága....Ramsden kisasszony - Lehár Ferenc: Cigányszerelem....Mademoiselle Berta - Euripidész: A trójai nők....Trójai nők karának tagja - Dosztojevszkij: Istvánfalva....Obnoszkyné - Ábrahám Pál: Viktória....Elvira, kasszirnő - George Bernard Shaw: Androkles és az oroszlán....Magaera - George Bernard Shaw: Nagy Katalin....Daskova hercegné - Szakcsi Lakatos Béla–Csemer Géza: Egyszer egy cigánylány....Kovácsné, Patkókirályné, Második cigányasszony - Tennessee Williams: A vágy villamosa....Ápolónő - Valentyin Petrovics Katajev: Bolond vasárnap....Dundina - Fazekas Mihály: Ludas Matyi....Szakácsné - William Shakespeare: Macbeth....Boszorkány - Örkény István: Macskajáték....Cs. Bruckner Adelaide - Jacobi Viktor: Leányvásár....Harrisonné - Samuel Marsak: Bűvös erdő....Hoppmesternő - Friedrich Dürrenmatt: Fizikusok....Martha Boll, főnővér - Arisztophanész: Lysistraté....Stratyllis, athéni asszony - Leo Fall: Sztambul rózsája....Desirée - Romhányi József: Muzsikus Péter kalandjai....Bőgő nagymama - Szüle Mihály: Egy bolond százat csinál....Betty, amerikai lány - Johann Strauss: Mesél a bécsi erdő....Máli - Nóti Károly: Nyitott ablak....A polgármesterné - Szedő Lajos: Éjféli randevú....Susanne, sanzonett - Friedrich Schiller: Ármány és szerelem....Sophie - Eisemann Mihály: Bástyasétány '77....Tini - Kertész Imre: Bekopog a szerelem....Irén - Csizmarek Mátyás: Boci-boci tarka....Rozika - Szűcs György: Elveszem a feleségem....Bende Piroska - Kaszó Elek–Tóth Miklós–Hajdu Júlia: Füredi komédiások....Duduczné - Szimukov: Hurrá lányok....Vera - Gárdonyi Géza: Ida regénye....Bella - Csiky Gergely: Kaviár....Mariska - Fényes Szabolcs: Maya....Barbara - Georges Feydeau: Osztrigás Mici....Osztrigás Mici, táncosnő - Gogol: A revizor....Marja Antonovna - Babay József: Szélből szőtt királyság....Blanche - Mikszáth Kálmán: A szelistyei asszonyok....Mária |

## Filmjei

### Játékfilmek
- Krebsz, az isten (1969)
- Makra (1972)
- Régi idők focija (1973)
- Jelbeszéd (1974)
- Szerelem második vérig (1988)

### Tévéfilmek
- A Tenkes kapitánya 1-13. (1963)
- Angyal a karddal (1972)
- Szép maszkok (1974)
- Nincs többé férfi (1975)
- Alizka (1977)
- Fent a Spitzbergáknál (1978)
- Csere Rudi (1988)
- Anyegin (1990)
- Bambini di Prága (1993)
- Kisváros (1994)

## Díjai
- Munka Érdemrend (1984)[1]
- Szendrő-díj (1992)[1]
- Gobbi Hilda-díj (2001)[1]
- Kálmán Imre-emlékplakett (2007)[1]

## Külső hivatkozások
- Péter Gizi a PORT.hu-n (magyarul)
- Péter Gizi az Internet Movie Database-ben (angolul)
- Színházi adattár Archiválva 2016. december 3-i dátummal a Wayback Machine-ben
- HMDB